# Retroformazione
In linguistica, la retroformazione è quel processo per cui si ricava una parola da un'altra, di cui è ritenuta erroneamente la base; esempi di retroformazione sono l'inglese to lase, da laser (che in realtà è un acronimo da Light Amplification by Stimulated Emission of Radiation), e l'italiano perplimere "rendere perplesso", dall'aggettivo perplesso (erroneamente interpretato come participio passato, sul modello di represso < reprimere); quest'ultimo vocabolo è in realtà un neologismo d'autore, dovuto alla creatività verbale del comico Corrado Guzzanti.